# Cito, longe, tarde
Cito, longe, tarde (a veces con las siglas CLT) es la abreviación de la locución latina Cito, longe fugeas, tarde redeas (Huye rápido y lejos, regresa tarde).
Se utilizaba durante la Edad Media como advertencia para las grandes epidemias de enfermedades infecciosas (como la peste), aconsejando el único remedio posible, la huida.

## Variantes
Además de la habitual cito, longe, tarde, existen otras variantes de la fórmula, como mox, longe, tarde, cede, recede, redi (vete rápido, enseguida, lejos, y regresa tarde).